# Braham (Minnesota)
Braham ist eine Kleinstadt (mit dem Status „City“) im Isanti County im US-amerikanischen Bundesstaat Minnesota. Ein kleiner Teil des Stadtgebiets erstreckt sich bis in das Kanabec County. Das U.S. Census Bureau hat bei der Volkszählung 2020 eine Einwohnerzahl von 1.769 ermittelt.
Braham ist Bestandteil der Metropolregion Minneapolis–Saint Paul.

## Geografie
Braham liegt im Osten Minnesotas auf 45°43′22″ nördlicher Breite und 93°10′15″ westlicher Länge und erstreckt sich über 4,2 km².
Benachbarte Orte von Braham sind Grasston (8,5 km nordnordöstlich), Rock Creek (20,5 km ostnordöstlich), Rush City (21 km ostsüdöstlich), Grandy (10,5 km südlich) und Andree (5 km westlich).
Die nächstgelegenen größeren Städte sind Minneapolis (89 km südlich), Minnesotas Hauptstadt Saint Paul (98,3 km in der gleichen Richtung), Duluth am Oberen See (165 km nordöstlich) und Eau Claire in Wisconsin (219 km südöstlich).

## Verkehr
Die Minnesota State Route 107 verläuft in Nord-Süd-Richtung als Hauptstraße durch das Stadtgebiet. Alle weiteren Straßen sind untergeordnete Landstraßen und teils unbefestigte Fahrwege sowie innerörtliche Verbindungsstraßen.
Parallel zur MN 107 verläuft eine Eisenbahnstrecke der BNSF Railway.
Der nächste Flughafen ist der Minneapolis-Saint Paul International Airport (105 km südlich).

## Demografische Daten
Nach der Volkszählung im Jahr 2010 lebten in Braham 1793 Menschen in 708 Haushalten. Die Bevölkerungsdichte betrug 426,9 Einwohner pro Quadratkilometer. In den 708 Haushalten lebten statistisch je 2,52 Personen.
Ethnisch betrachtet setzte sich die Bevölkerung zusammen aus 96,7 Prozent Weißen, 0,5 Prozent Afroamerikanern, 0,2 Prozent amerikanischen Ureinwohnern, 0,4 Prozent Asiaten sowie 0,1 Prozent (eine Person) aus anderen ethnischen Gruppen; 2,1 Prozent stammten von zwei oder mehr Ethnien ab. Unabhängig von der ethnischen Zugehörigkeit waren 1,1 Prozent der Bevölkerung spanischer oder lateinamerikanischer Abstammung.
30,5 Prozent der Bevölkerung waren unter 18 Jahre alt, 56,7 Prozent waren zwischen 18 und 64 und 12,8 Prozent waren 65 Jahre oder älter. 53,7 Prozent der Bevölkerung war weiblich.

Das mittlere jährliche Einkommen eines Haushalts lag bei 42.188 USD. Das Pro-Kopf-Einkommen betrug 18.617 USD. 21,7 Prozent der Einwohner lebten unterhalb der Armutsgrenze.